# Cantone di Beaumes-de-Venise
Il Cantone di Beaumes-de-Venise era una divisione amministrativa dell'arrondissement di Carpentras.
È stato soppresso a seguito della riforma complessiva dei cantoni del 2014, che è entrata in vigore con le elezioni dipartimentali del 2015.
Comprendeva i comuni di:
- Beaumes-de-Venise
- Gigondas
- Lafare
- La Roque-Alric
- Sablet
- Suzette
- Vacqueyras